# Rising Sun-Lebanon
Rising Sun-Lebanon est une census-designated place située dans le comté de Kent, dans l’État du Delaware, aux États-Unis. Sa population s’élevait à 3 391 habitants lors du recensement de 2010. Rising Sun-Lebanon fait partie de l’agglomération de Dover, la capitale de l’État.

## Démographie
| 1980  | 1990  | 2000  | 2010  | - | - |
| ----- | ----- | ----- | ----- | - | - |
| 2 176 | 2 177 | 2 458 | 3 391 | - | - |

## Source
- (en) Cet article est partiellement ou en totalité issu de l’article de Wikipédia en anglais intitulé « Rising Sun-Lebanon, Delaware » (voir la liste des auteurs).